# دارک پیکچرز: مرد مدان
تصاویر تاریک: مرد مدان (انگلیسی: The Dark Pictures: Man of Medan) یک بازی ویدئویی به سبک درام تعاملی و ترس و بقا است که توسط سوپرمسیو گیمز توسعه یافته و به‌وسیلهٔ باندای نامکو انترتینمنت در سال ۲۰۱۹، و در پلت‌فرم‌های مایکروسافت ویندوز، اکس‌باکس وان، و پلی‌استیشن ۴ منتشر شده‌است. شان اشمور و پیپ تورنس از جمله بازیگران حاضر در این بازی هستند. بعد از این بازی دارک پیکچرز: امید کوچک منتشر شد.

## داستان
مرد مدان به عنوان یک داستان ناتمام در اختیار گرداننده همه جا (پیپ تورنس) ارائه می‌شود، که از بازیکن برای تکمیل آن درخواست کمک می‌کند.
یک پیش‌درآمد، که پس از جنگ جهانی دوم تنظیم شده‌است، جزئیات یک کشتی جنگی آمریکایی در منچوری را نشان می‌دهد که توسط ظاهر شبح انگیز غرق شده و باعث مرگ خدمه می‌شود.
در حال حاضر، برادران الکس (کریم آلین) و براد (کریس سندیفورد) در کنار دوست دختر الکس، جولیا (آریل پالیک)، برادر جولیا، کنراد (شان اشمور) و کشتی، در حال آماده شدن برای یک غواصی در اقیانوس آرام جنوبی هستند. ناخدا، فلیس (عایشه عیسی). الکس و جولیا به دنبال یافتن هواپیمای مخروبه جنگ جهانی دوم هستند که گفته می‌شود سقوط کرده‌است. در همین حال، گروهی از ماهیگیران با قایق فلیس، دوک میلان برخورد می‌کنند. پس از جشن گروه اعزامی، ماهیگیران، به رهبری اولسون (کواسی سانگویی)، در قایق کمین کرده و قهرمانان را گروگان می‌گیرند. براد به صورت اختیاری ممکن است مخفی بماند. کنراد سعی می‌کند قایق تندرو ماهیگیران را بدزدد، که می‌تواند با موفقیت این کار را انجام دهد و فرار کند، اسیر باقی بماند یا در این تلاش کشته شود. اولسون مختصات گنجی به ظاهر پنهان به نام Gold Manchurian را کشف می‌کند و به دنبال یافتن آن با خدمه دوک در اسارت خود است.
دوک با SS Ourang Medan برخورد می‌کند، باربری که در مقدمه حضور دارد، ماهیگیران سوار می‌شوند و کلاه توزیع کننده دوک میلان را برای جلوگیری از فرار خدمه می‌گیرند. قهرمانان بلافاصله قصد دارند کلاه توزیع کننده را به دست آورند و فرار کنند. گروه پس از بازپس‌گیری فلیس از هم جدا می‌شود و برد خیلی اسیر می‌شود یا دوک را ترک می‌کند و دوباره به او ملحق می‌شود، در حالی که دیگران مخفیانه دنبال می‌کنند. هر دو گروه شروع به مشاهده تهدیدهای ناشناخته می‌کنند که به‌طور اختیاری منجر به مرگ می‌شود: فلیس عرشه زیرین کشتی را جستجو می‌کند، به‌طور بالقوه در کنار براد، و طلا منچوریان، یک ماده شیمیایی نشت کننده را پیدا می‌کند. کنراد، اگر همچنان اسیر بود، فلیس را تعقیب می‌کند و به نوبه خود توسط یک پرستار زن تعقیب می‌شود. و الکس و جولیا مورد حمله اولسون و نسخه توهم زای الکس قرار می‌گیرند.
قهرمانان بازمانده دوباره گروه‌بندی شده و به سمت اتاق رادیو می‌روند تا درخواست استخراج کنند. آنها با ارتش تماس می‌گیرند و اختیاری مختصات خود و نام کشتی را فاش می‌کنند. سپس گروه دوباره تجزیه می‌شود، یکی از تیم‌ها بیشتر به اتاق تولیدکننده می‌رود و دیگری با رادیو باقی می‌ماند. تیمی که به سمت موتورخانه حرکت می‌کند، با موفقیت دوباره قدرت را فعال کرده و تصور می‌کنند که منچوری طلای واقعاً یک سلاح بیولوژیکی توهم زا است که در طول جنگ جهانی دوم برای ایجاد توهم روی قربانیان ایجاد شده‌است.
همان‌طور که اولسون دنبال می‌کند، یکی از شخصیت‌های اصلی رادیو پس از شنیدن شلیک اسلحه تصمیم می‌گیرد تحقیق کند. اگر الکس عقب بماند، با هرکسی که با او است می‌رود و اولسون را قبل از حمله موش‌ها و نابود کردن کلاه توزیع کننده یا مرگ می‌بیند. اگر الکس در اتاق رادیو نمی‌ماند، فقط یک قهرمان داستان تحقیق می‌کند. این قهرمان داستان مجبور می‌شود با اولسون درگیر شود، در حالی که کلاه توزیع کننده یا در حین بازیابی بازیابی می‌شود یا نابود می‌شود. اگر حداقل یکی از قهرمانان ژنراتور زنده بماند، آنها بیرون می‌آیند و درب محموله ای را بر سر اولسون می‌فرستند تا او را بکشد و قهرمان دیگر یا فرار می‌کند یا خرد می‌شود. در غیر این صورت، اولسون قهرمان رادیو را قبل از تسلیم شدن در حمله قلبی می‌کشد.
اعضای گروه بازمانده در عرشه بیرونی کشتی متحد می‌شوند و نتیجه کلی بستگی به سرنوشت گروه از طریق انتخاب بازیکن دارد، آیا کلاه توزیع کننده دوک میلان نجات یافته یا از بین رفته‌است و آیا ارتش در کنار این که آیا برای کمک فراخوانده شده‌است یا خیر. نام کشتی فاش شد.